# Preservation of the Sign Language
Preservation of the Sign Language è un film del 1913 diretto da George Veditz. È un cortometraggio prodotto dalla National Association of the Deaf e composto da un'unica inquadratura in cui Veditz, presidente dell'associazione, usa la lingua dei segni americana per sensibilizzare le persone sorde sull'importanza di tale mezzo, invitandole ad opporsi alla verbalizzazione della loro comunicazione. Fu uno dei primi film realizzati in lingua dei segni americana. Nel 2010 è stato selezionato per la conservazione nel National Film Registry della Biblioteca del Congresso in quanto "culturalmente, storicamente o esteticamente significativo".